# Markiny
Markiny (niem. Markienen) – osada w Polsce położona w województwie warmińsko-mazurskim, w powiecie bartoszyckim, w gminie Bartoszyce. W latach 1975–1998 miejscowość administracyjnie należała do województwa olsztyńskiego.

## Historia
Wieś pruska, wymieniana w dokumentach z 1414 r., przy okazji spisywania strat wojennych (wojna głodowa). W 1429 r. na miejscu wsi powstał służebny majątek ziemski o obszarze 14 włókach. W 1889 r. majątek szlachecki obejmował 287 ha ziemi. Właścicielami Markin było wiele rodzin szlacheckich, m.in. Gostkowscy (właścicielami byli w latach 1806-1831). W 1920 r. właścicielem pałacu w Markinach był hrabia Hochberg.
Do II wojny światowej Markiny należały do barona von Berg - nadprezydenta prowincji wschodniopruskiej i przewodniczącego sejmiku prowincjonalnego. Jego gościem był tu m.in. marszałek Hindenburg, generał Mackensen, generał Seeckt, generał Fritsch oraz wiele innych ważnych osobistości. Baron von Berg wspierał towarzystwo Masovia w Giżycku, podtrzymywał tradycje szlachty bartoszyckiej. W swoim pałacu zgromadził znaczną kolekcję malarstwa, m.in. portrety Hohenzollernów i Fryderyka Wielkiego.
W 1939 r. we wsi było 434 mieszkańców. W 1945 r., przed wkroczeniem wojsk rosyjskich – według relacji mieszkańców – baron von Berg powiesił się. Po wojnie z dawnych mieszkańców została m.in. Anna Maria Link (ur. w 1935 w Bezławkach).
W 1983 r. w Markinach był PGR. We wsi było 8 domów z 79 mieszkańcami, sala kinowa na 80 miejsc, punkt biblioteczny.

## Pałac w Markinach
Pałac wybudowany w drugiej połowie XVIII w. został rozebrany w 1990. Zachowały się resztki parku. Jeszcze w latach 80. XX w. był to cenny zabytek architektury.
Była to budowla barokowa, zbudowana na planie prostokąta, jednokondygnacyjna, z wysokim, mansardowym dachem oraz z tarasem ze schodami od strony parku. Środkowy ryzalit zwieńczony był wysokim szczytem. Po 1945 r. z wyposażenia wnętrza zachowały się dwa piece", jeden w kształcie piramidy, na metalowych nóżkach, z białych kafli i z kartuszami ze scenami figuralnymi i pejzażami. Drugi piec miał kafle z XVIII w.
Po II wojnie światowej pałac znalazł się w posiadaniu PGR. Kolekcja malarstwa nie zachowała się (wyposażenie wnętrza zostało rozkradzione, ocalały tylko dwa rokokowe piece). Po 1953 roku piece zostały rozebrane i wywiezione. Początkowo pałac był zamieszkany, po wybudowaniu bloków mieszkalnych i przeprowadzce dotychczasowych mieszkańców, pałac systematycznie niszczał. Resztki pałacu rozebrano w 1987 r.
Przy pałacu znajdował się park o charakterze krajobrazowym. Głównym elementem kompozycyjnym parku był głęboki parów. W parku znajdował się rodowy cmentarz.

## Zabytki
- zabudowania folwarczne
- resztki dawnego parku pałacowego